# Dělitelnost
Dělitelnost je vlastnost dvojic celých čísel. Celé číslo p je dělitelné nenulovým celým číslem q (číslo q dělí p) právě tehdy, když p je celočíselným násobkem q, tj. jestliže existuje takové celé číslo k, pro které platí, že
p = kq.
Tato relace se obvykle značí {\displaystyle q\mid p}. Např. číslo 27 je dělitelné třemi, neboť 27 = 9 · 3. Jiná definice: p je dělitelné q, jestliže zbytek po dělení {\displaystyle p/q} je nula.

## Formální definice
Pro {\displaystyle p\in \mathbb {Z} ,q\in \mathbb {Z} } definujeme relaci dělitelnosti jako {\displaystyle q\mid p\iff \exists k\in \mathbb {Z} :p=k\cdot q.} Podle konvence se někdy přidává předpoklad {\displaystyle q\neq 0}, ale obvykle není nutný.

## Obecně
- Číslo p se nazývá dělenec,
- číslo q se nazývá dělitel,
- číslo k se nazývá podílem čísla p při dělení číslem q, (jednoznačně určen s výjimkou pro p=0)
- v oboru celých čísel mají čísla p a −p tytéž dělitele,
- čísla 1, −1, p a −p se nazývají nevlastní (triviální) dělitelé čísel p a −p,
- existují-li ještě další dělitelé, nazývají se vlastní dělitelé (netriviální),
- každé celé číslo mimo nulu je dělitelem nuly, nula ale není dělitelem žádného celého čísla různého od nuly.

## Vlastnosti dělitelnosti
Pro všechna {\displaystyle a,b,c\in \mathbb {Z} } platí:
- {\displaystyle a\mid a} (reflexivita)
- {\displaystyle (a\mid b\land b\mid c)\implies a|c} (tranzitivita)
- {\displaystyle a\mid b\implies \forall k\in \mathbb {Z} :a\mid (k\cdot b)} (Jestliže a dělí b, tak a dělí jakýkoli násobek b.)
- {\displaystyle a\mid b\land a\mid c\implies a\mid (b+c)} (Když a dělí dvě čísla, tak a dělí i jejich součet.)

## Prvočísla
Přirozené číslo větší než 1, které je dělitelné pouze číslem 1 a samo sebou, se nazývá prvočíslo. Přirozené číslo větší než 1, které není prvočíslem, se nazývá složené číslo.

## Dělitelnost prvočíslem
Pro každé přirozené číslo a větší jedné existuje alespoň jedno prvočíslo p, které dělí a. Pokud navíc a je složené, tak {\displaystyle p\leq {\sqrt {a}}}.
Důkaz je následovný:
Množina dělitelů a bez 1 je konečná, nechť tedy p je její minimum. Pokud a je prvočíslo, tak a = p, tím pádem existuje prvočíslo, které dělí a.
Pokud a je složené, tak p je prvočíslo. Tento fakt lze dokázat sporem. Předpokládejme, že p není prvočíslo. Potom p = q · r (1 < q < p < a).
Ovšem pokud p dělí a a q dělí p, tak q dělí a. Avšak 1 < q < p, což odporuje faktu, že p je nejmenší dělitel a větší jedné. Z toho vyplývá, že p je prvočíslo.
Zbývá dokázat, že {\displaystyle p\leq {\sqrt {a}}}.
Nechť a = p · k ( k ∈{\displaystyle \mathbb {N} }). Platí p ≤ k · p ≤ {\displaystyle k^{2}},
p · k = a ≤ {\displaystyle k^{2}}
{\displaystyle p\leq {\sqrt {a}}\leq k}

## Prvočinitel
Prvočíslo, které dělí číslo p, se nazývá prvočinitel. Každé složené číslo lze napsat jako součin prvočinitelů. Tento zápis (pokud nebereme v úvahu pořadí prvočinitelů) je pro každé číslo jedinečný (viz faktorizace).
Každé prvočíslo s výjimkou čísla 1 má jen 2 dělitele; sebe samo a 1. Číslo 1 má jen sebe samo a tudíž má exkluzivní postavení, není ani prvočíslem ani číslem složeným.
Dvě čísla se nazývají soudělná, když mají společného dělitele většího než 1. Pokud takového dělitele nemají, pak se nazývají nesoudělná.

## Kritéria dělitelnosti
Následující tabulka obsahuje kritéria dělitelnosti celých čísel v desítkové číselné soustavě, která umožňují snadno zjistit, je-li celé číslo dělitelné malým číslem q. Pokud je kritériem dělitelnost výsledku nějakého postupu, lze na něj opět použít stejný postup.
| q      | kritérium | příklad |
| ------ | --- | --- |
| 0      | dělení nulou není v celých číslech definováno | |
| 1      | všechna celá čísla jsou dělitelná 1 | 1, 6, 329 |
| 2      | je-li na místě jednotek sudé číslo | 128, 1 102 |
| 3      | je-li ciferný součet dělitelný 3 | 228 → 2+2+8 = 12 → 1+2 = 3 |
| 4      | je-li poslední dvojčíslí dělitelné 4 | 612, 1 108 |
| 5      | je-li na místě jednotek 5 nebo 0 | 35, 10 040 |
| 6      | je-li číslo dělitelné 2 a 3 (viz výše) | 924, 29 952 |
| 7      | je-li rozdíl součtu lichých a sudých trojic cifer dělitelný 7 | 2 022 048 → 002-022+048 = 28 |
| 7      | je-li sedmi dělitelný součet vypočtený tak, že se první až n-tá číslice odzadu vynásobí postupně čísly (periodicky se opakujícími): 1, 3, 2, 6, 4, 5                                                                                  | 138 309 241 → 1×1+4×3+2×2+9×6+0×4+3×5+8×1+3×3+1×2=105 → 5×1+0×3+1×2=7                                                                                  |
| 7      | je-li rozdíl zbývající části a poslední číslice vynásobené 2 dělitelný 7 | 1 946 → 194 − (2×6) = 182 → 18 − (2×2) = 14 |
| 7      | je-li součet zbývající části a poslední číslice vynásobené 5 dělitelný 7 | 1 946 → 194 + (5×6) = 224 → 22 + (5×4) = 42 |
| 7      | je-li po opakovaném odečítání z čísla násobků 7 končících na stejnou cifru (mohou být jakékoliv) a následném dělení čísla deseti výsledek nula (když číslo není dělitelné 7, výsledek přejde do záporných čísel)                      | 7 436 429 − 49 = 7 436 380 / : 10 743 638 − 28 = 743 610 / : 10 74 361 − 91 = 74 270 / : 10 7 427 − 7 = 7 420 / : 10 742 − 42 = 700 / : 10 70 - 70 = 0 |
| 8      | je-li poslední trojčíslí dělitelné 8 | 12 504 |
| 8      | je-li poslední dvojčíslí dělitelné 8 a na místě stovek je sudé číslo | 208, 123 672 |
| 8      | je-li poslední dvojčíslí zvětšené (či zmenšené) o 4 dělitelné 8 a na místě stovek je liché číslo | 104, 234 760 |
| 9      | je-li ciferný součet dělitelný 9 | 1 683 → 1+6+8+3=18 → 1+8 = 9 → OK |
| 10     | je-li na místě jednotek 0 | 1 120, 2 280 |
| 11     | je-li rozdíl součtu číslic na sudém a lichém místě dělitelný jedenácti | 5 357 → −5 +3 −5 +7 = 0 → OK |
| 11     | je-li součet jednotlivých dvojčíslí dělitelný 11 | 5 357 → 53 + 57= 110 → OK |
| 11     | je-li rozdíl trojčíslí na sudých a lichých místech dělitelný 11 | 5 357 → −5 + 357 = 352 |
| 12     | je-li číslo dělitelné 3 a 4 (viz výše) | 65 520 → 6+5+5+2+0=18 → dělitelné 3 → OK; 65 520 → 20/4=5 → OK                                                                                         |
| 13     | je-li rozdíl součtů lichých a sudých trojic cifer dělitelný třinácti | 2 022046 → 2 + 46 − 22 = 26 → dělitelné 13 → OK |
| 14     | je-li číslo dělitelné 2 a 7 (viz výše) | 868, 5 564 |
| 15     | je-li číslo dělitelné 3 a 5 (viz výše) | 930, 1 170 |
| 16     | je-li poslední čtyřčíslí dělitelné 16 | 736, 1 156, 21 152 |
| 16     | je-li součet čtyřnásobku zbývající části a posledního dvojčíslí dělitelný 16 | 11 312 → (4×113) + 12 = 464 → (4×4) + 64 = 80 |
| 17     | je-li výsledek následujícího postupu dělitelný sedmnácti: střídavě se odečítají a přičítají dvojice cifer vynásobené 2 a mezivýsledky se vždy dělí dvěma. Konečný výsledek se pak vynásobí násobkem deseti tak, aby vyšlo celé číslo. | 51 53 → ((53−(2×11))/2 + 2×5 = 25,5 a 255 je dělitelné 17)                                                                                             |
| 17     | je-li rozdíl zbývající části a pětinásobku poslední číslice dělitelný 17 | 867 → 86 − (5×7) = 51 je dělitelné 17 |
| 18     | je-li číslo dělitelné 2 a 9 (viz výše) | 1 134, 162 |
| 19     | je-li součet zbývající části a dvojnásobku poslední číslice dělitelný 19 | 10 735 → 1 073+(2×5) = 1 083 → 108+(2×3) =114 → 11+(2×4) = 19                                                                                          |
| 20     | je-li číslo dělitelné 4 a 5 (viz výše) | |
| 20     | je-li poslední dvojčíslí dělitelné 20 | 1 80, 5 542 200 |
| 21     | je-li číslo dělitelné 3 a 7 (viz výše) | |
| 21     | je-li rozdíl zbývající části a dvojnásobku poslední číslice dělitelný 21 | 273 → 27 − (2×3) = 21 |
| 22     | je-li číslo dělitelné 2 a 11 (viz výše) | 396, 1 474 |
| 23     | je-li součet zbývající části a sedminásobku poslední číslice dělitelný 23 | 3128 → 312+(7×8) = 368 → 36+(7×8) = 92 |
| 23     | je-li součet zbývající části a trojnásobku posledních 2 číslice dělitelný 23 | 1725 → 17+(3×25) = 92 |
| 24     | je-li číslo dělitelné 3 a 8 (viz výše) | 456, 1 656 |
| 25     | je-li poslední dvojčíslí 00 nebo dělitelné 25 – tedy 25, 50 nebo 75 | 125, 15 575 |
| 30     | je-li číslo dělitelné 3 a 10 (viz výše) | 4 490, 631 110 |
| 40     | je-li poslední trojčíslí 000 nebo dělitelné 40 | 5 200, 6 840 |
| 50     | je-li poslední dvojčíslí 00 nebo 50 | 550, 700 |
| 100    | je-li poslední dvojčíslí 00 | 15 500, 700 |
| 1000   | je-li poslední trojčíslí 000 | 154 000, 7 000 |
| 10 000 | je-li poslední čtyřčíslí 0000 | 154 0000, 7 0000 |

### Obecné kritérium dělitelnosti
Libovolné kritérium dělitelnosti lze zapsat jako ciferný součet s vahami – číslo x je dělitelné prvočíslem n právě když Σk αkak je dělitelné n, kde x = a0 + 10a1 + 100a2 + 1000a3 + … + 10nan, neboli je zapsáno v poziční soustavě se základem 10.
Jednotlivé váhy v ciferném součtu jsou řešení jednoduchých kongruencí {\displaystyle \alpha _{k}\equiv 10^{k}\,(mod\ n)}. Řešení jsou tedy zbytky po dělení 10k/n.
Například číslo x je dělitelné 17 právě když a0 − 7a1 − 2a2 − 3a3 + 4a4 + 6a5 − 8a6 + 5a7 − a8 + 7a9 + 2a10 + 3a11 − 4a12 − 6a13
+ 8a14 − 5a15 + a16 + … je dělitelné 17.